# Nelly Fioramonti
Maria Grazia Fioramonti, detta Nelly (Roma, 15 maggio 1939 – Roma, 19 luglio 1973), è stata una cantante italiana che, dopo il debutto nel pop, si orientò al folk a seguito del sodalizio artistico e sentimentale con suo marito Tony Cucchiara nel duo Tony & Nelly.
La sua carriera fu interrotta nel 1973 dalla morte prematura causata da complicazioni della sua gravidanza.

## Biografia
Studentessa al liceo classico, dopo la maturità si dedicò a imparare canto e iniziò la propria attività musicale a fine anni cinquanta.
Fu scoperta da Teddy Reno che, nel 1960, la mise sotto contratto per la propria etichetta Galleria del Corso e la lanciò nella sua trasmissione televisiva Souvenir.
Da lì iniziò la partecipazione a numerosi festival: fu dapprima in gara al Sanremo 1961 con Io amo tu ami in abbinamento con Mina, giungendo quarta assoluta poi, nello stesso anno, partecipò in coppia con Lucia Altieri al Festival di Napoli con 'O passato giungendo al nono posto finale.
Fu poi presente al Sanremo 1962 in due abbinamenti, con Wanda Romanelli (Fiori sull'acqua, che non raggiunse la finale) e Tonina Torrielli (Aspettandoti, nono posto generale).
All'unica edizione mai tenutasi del Gran Festival di Piedigrotta di Napoli nel dicembre 1962 si presentò con tre brani, riportando il terzo posto finale, di nuovo con Lucia Altieri, con Cielo e mare.
Ancora nel filone festivaliero della canzone napoletana, partecipò nel 1963 alla rassegna canora “Città di Ercolano” con Luntano 'a te e Me so 'mparato a chiagnere abbinata rispettivamente a Paola Orlandi e a Gino Latilla.
Tra gli ultimi atti per la casa discografica di Teddy Reno figura il 45 giri Non so perchè vivo ancora, un lato B cover di The End of the World, portato oltreoceano al successo della statunitense Skeeter Davis.
Con il passaggio all'etichetta Durium conobbe Tony Cucchiara con cui, nel 1966, fondò il sodalizio artistico Tony & Nelly, esordiente con l'omonimo album che marcò l'inizio della presa di distanza dal pop per avvicinarsi alle sonorità folk, anche se in tale periodo si registrano ancora due partecipazioni consecutive al Festival delle rose di Roma, nel 1966 con È l'amore e nel 1967 con Se l'amore c'è.
Con Nelly & Tony portò in giro per il Paese rappresentazioni satiriche in chiave popolare, come lo spettacolo Le folk e bifolk caudine, recitato e cantato sia in lingua che in siciliano.
Nel 1971 il duo fu protagonista di una seconda serata monografica sul Programma Nazionale televisivo, Due voci per il folk, e dal 1972 fu interprete, insieme a Christian, Marisa Sannia e Christy del musical folk (composto dallo stesso Cucchiara) Caino e Abele, opera che, attraverso la riproposizione di eventi storici e biblici, metteva in luce l'alternanza tra il bene e il male in cui l'umanità da sempre si dibatte.

### Morte
Madre di una figlia avuta da Tony Cucchiara, suo marito dal 1968, morì nelle prime ore del 19 luglio 1973 all'ospedale San Filippo Neri di Roma, ivi trasportatavi d'urgenza da una vicina clinica privata dove aveva incontrato problemi durante il parto del suo secondo figlio.
Nelly Fioramonti ricevette un omaggio postumo durante la prima rappresentazione stagionale di Caino e Abele nell'ottobre successivo a Milano, in cui la parte un tempo sua fu affidata a Christy.
Il critico musicale Enzo Giannelli le accredita eleganza di stile, buona modulazione vocale e maturità interpretativa, anche se, a dispetto del buon riscontro di pubblico, non riuscì mai a conoscere il grande successo.

## Discografia

### Album
- 1966 - Tony e Nelly (Sprint, 0506047), come Tony e Nelly
- 1971 - Tema folk (RRC, RCP 710), come Tony e Nelly

### EP
- 1961 - Io amo tu ami/Le mille bolle blu/Sarò come tu sei/La nostra strada (Galleria del Corso, EG 801)

### 45 giri
- 1961 - Io amo tu ami/Le mille bolle blu (Galleria del Corso, GC 012)
- 1961 - Sarò come tu sei/La nostra strada (Galleria del Corso, GC 025)
- 1961 - ’O passato/Vicino a tte (Galleria del Corso, GC 039; lato B canta Ruggero Cori)
- 1961 - Solai/Nella mia pineta (Galleria del Corso, GC 044)
- 1962 - Aspettandoti/Fiori sull’acqua (Galleria del Corso, GC 048)
- 1962 - Rosa d’Atene/Per la vita (Galleria del Corso, GC 052)
- 1963 - Il ragazzo del porto/Non so perché vivo ancora (Galleria del Corso, GC 095)
- 1964 - Un cuore pieno di baci/Ora preferisci lei (Sunset Records, SNP 3063)
- 1966 - Sarà lunedì/Quando l’amore muore (Durium, LdA 7464; con Tony Cucchiara)
- 1966 - Filastrocca della mamma/Alla mamma (Durium, LdA 7476; lato A cantano i Canterini Milanesi)
- 1966 - Ma sto pagando/La strada che porta a te (Durium, LdA 7483; con Tony Cucchiara)
- 1966 - È l’amore/Saluta la tua donna (Durium, LdA 7484)
- 1967 - La strada nel sole/Vieni (Durium, LdA 7508; con Tony Cucchiara)
- 1967 - Buono come te/Il fiore non si regala più (Durium, LdA 7509)
- 1967 - Se l'amore c'è/Le mie lacrime (Durium, LdA 7528)
- 1969 - Il tempo dell'amore/Il tema della vita (Fonit, SPF 31243; con Tony Cucchiara)
- 1971 - Sembra ieri/America (RRC, RN 023)
- 1972 - Io corro incontro a te/La mattina del giorno (People, PP 2021)